# Giải BFCA cho đạo diễn xuất sắc nhất
Giải BFCA cho đạo diễn xuất sắc nhất là một trong các giải của BFCA dành cho đạo diễn phim, được bầu chọn là xuất sắc nhất. Giải này đuuợc lập từ năm 1995.

## Các người đoạt giải & được đề cử

### Thập niên 1900
- 1995 – Mel Gibson - Braveheart
- 1996 – Anthony Minghella - The English Patient
- 1997 – James Cameron - Titanic
- 1998 – Steven Spielberg - Saving Private Ryan
- 1999 – Sam Mendes - American Beauty

### Thập niên 2000
- 2000: Steven Soderbergh - Erin Brockovich & Traffic
- 2001(t): Ron Howard - A Beautiful Mind
- 2001(t): Baz Luhrmann - Moulin Rouge!
  - Peter Jackson - The Lord of the Rings: The Fellowship of the Ring
- 2002: Steven Spielberg - Catch Me If You Can 
  - Roman Polanski - The Pianist
  - Martin Scorsese - Gangs of New York
- 2003: Peter Jackson - The Lord of the Rings: The Return of the King
  - Tim Burton - Big Fish
  - Sofia Coppola - Lost in Translation
  - Clint Eastwood - Mystic River
  - Jim Sheridan - In America
- 2004: Martin Scorsese - The Aviator
  - Clint Eastwood - Million Dollar Baby
  - Marc Forster - Finding Neverland
  - Taylor Hackford - Ray
  - Alexander Payne - Sideways
- 2005: Ang Lee - Brokeback Mountain
  - George Clooney - Good Night, and Good Luck.
  - Paul Haggis - Crash
  - Ron Howard - Cinderella Man
  - Peter Jackson - King Kong
  - Steven Spielberg - Munich
- 2006: Martin Scorsese - The Departed
  - Bill Condon - Dreamgirls
  - Clint Eastwood - Letters from Iwo Jima
  - Stephen Frears - The Queen
  - Paul Greengrass - United 93
- 2007: Joel Coen and Ethan Coen - No Country for Old Men
  - Tim Burton - Sweeney Todd
  - Sidney Lumet - Before the Devil Knows You're Dead
  - Sean Penn - Into the Wild
  - Julian Schnabel - The Diving Bell and the Butterfly
  - Joe Wright - Atonement
- 2008: Danny Boyle - Slumdog Millionaire
  - David Fincher - The Curious Case of Benjamin Button
  - Ron Howard - Frost/Nixon
  - Christopher Nolan - The Dark Knight
  - Gus Van Sant - Milk